# Tanki Online
Tanki Online is een gratis MMOG, ontwikkeld en uitgegeven door Alternativa Games. Het spel werd uitgebracht op 4 juni 2009.

## Gameplay

### Tank
Iedere speler stelt een eigen tank samen. Er kan gekozen worden uit verschillende wapens, onderstellen en kleuren. De combinaties kunnen op elk moment aangepast worden door naar de garage te gaan. Naarmate de speler verder komt in het spel komen er steeds meer en betere items vrij. De wapens en onderstellen variëren van Mk1 t/m Mk7, waarbij Mk7 de beste optie is. Tijdens de gevechten kunnen er Power-Ups gepakt worden die de tank tijdelijk nog beter maken.

### Beloningen en microtransacties
Het virtuele betaalmiddel in Tanki Online zijn kristallen. Deze kristallen kunnen verdiend worden door het spelen van gevechten, het voltooien van dagelijkse missies of door het pakken van zogenaamde Gold Boxes. Deze Gold Boxes bevatten een groot aantal kristallen. Met de kristallen kunnen dingen gekocht worden in de garage. Ook ondersteunt het spel microtransacties.

### Rangen
Er zijn in totaal 31 rangen, waarbij geldt dat de Recruit-rang de laagste is en de Legend-rang de hoogste.

### Verschillende battlemodes
Er zijn in totaal 7 battlemodes, namelijk Siege (SC), Team Deathmatch (TDM), Control Points (CP), Assault (ASL), Rugby (RGB), Capture The Flag (CTF) en Team Juggernaut (JG).